# 哈克·巴沙尔
哈克·巴沙尔（土耳其語：Hakkı Başar，1969年9月24日—），土耳其男子摔跤运动员。他曾代表土耳其参加1992年、1996年和2000年夏季奥林匹克运动会摔跤比赛，其中1992年奥运会获得一枚银牌。